# Port lotniczy Los Roques
Aeropuerto Los Roques – port lotniczy zlokalizowany na wyspie El Gran Roque w archipelagu Los Roques w Wenezueli.